# Bertrand d'Orléans-Bragance
Titres
Prétendant au trône du Brésil
(branche de Vassouras)
Depuis le 15 juillet 2022
(2 ans, 7 mois et 27 jours)
Héritier du trône du Brésil
5 juillet 1981 – 15 juillet 2022
(41 ans et 10 jours)
Signature
Bertrand de Orleans e Bragança (de son nom complet Bertrand Maria José Pio Januário Miguel Gabriel Rafael Gonzaga de Orléans e Bragança e Wittelsbach), né le 2 février 1941 à Mandelieu-la-Napoule, est le chef de la maison impériale du Brésil (branche de Vassouras de la maison d'Orléans-Bragance) depuis 2022.
La branche de Vassouras revendique la légitimité sur le trône en opposition à la branche de Petrópolis, dirigée par Pedro Carlos d'Orléans-Bragance. Bien que le prince Bertrand et le prince Pedro Carlos soient tous deux arrière-arrière-petits-enfants de l'empereur Pierre II du Brésil (de la maison de Bragance), ils se sont disputés l'autorité sur la famille impériale brésilienne en raison d'un différend dynastique concernant leurs pères, qui étaient cousins.
Né en France, le prince Bertrand est le deuxième fils de Pedro Henrique d'Orléans-Bragance et de la Marie-Élisabeth de Bavière. Il est le troisième et dernier fils du couple à être né à l'étranger et est arrivé au Brésil à l'âge de quatre ans. Il est diplômé en droit de l'université de São Paulo et devient l'élève de Plinio Corrêa de Oliveira et un fervent membre de Tradition, famille et propriété et plus tard de l'Institut Plinio Corrêa de Oliveira. 
Le prince Bertrand est un passionné du conservatisme traditionaliste, anticommuniste et partisan avoué des politiques de droite chrétienne. Chaste, le prince a succédé à son frère à la tête de la Maison impériale du Brésil et il est le principal militant et porte-parole de la restauration de la monarchie, ayant pris de l'importance dans les médias nationaux et, à certaines occasions, dans les médias internationaux. Il est fréquemment invité par des institutions publiques et privées, y compris le gouvernement fédéral, à participer à des événements officiels, en plus de participer à des événements et réunions monarchiques et de parcourir le pays dans des campagnes de promotion de la monarchie.
Membre de la Maison d'Orléans-Bragance, Le prince Bertrand est étroitement lié aux maisons royales du Portugal et de France (requérants orléanistes), à la fois par la lignée de son père, et à la maison royale de Bavière, par la lignée de sa mère. 

## Famille
Bertrand est le troisième fils de Pedro Henrique de Orleans e Bragança (1909-1981), qui portait le titre de courtoisie de prince impérial du Brésil, et de son épouse Marie de Bavière (1914-2011). Par son père, il est l'arrière-petit-fils d'Isabelle de Bragance, princesse impériale et plusieurs fois régente du Brésil, tandis que, par sa mère, il est l'arrière-petit-fils du roi Louis III de Bavière (1845-1921).
Bien qu'il ne soit que le troisième fils du prétendant « Pierre III », Bertrand d'Orléans-Bragance est reconnu comme prince impérial par les monarchistes brésiliens partisans de la branche de Vassouras. De fait, le premier de ses frères aînés, Luiz est resté célibataire et sans enfant tandis que le second, Eudes, a contracté, en 1967, un mariage avec Anne Cesar de Moraes e Barros, une femme issue d'une famille ni régnante, ni anciennement régnante, et a renoncé à ses droits au trône brésilien, selon la logique propre à la branche de Vassouras,.
Célibataire et sans enfant, Bertrand a pour successeur présomptif son troisième frère cadet, Antônio. Ses autres frères et toutes ses sœurs – hormis Isabel (morte célibataire en 2017) et Eleonora (épouse du prince Michel de Ligne) – ont épousé des personnes issues de familles non régnantes ni anciennement régnantes, et ont renoncé à leurs droits dynastiques.

## Biographie

### Jeunesse et formation
La famille du prince Bertrand s’installe au Brésil en 1945. Il grandit dans « une famille catholique et unie, un environnement très simple ». Bertrand passe alors le reste de son enfance entre Rio de Janeiro, Petrópolis, et le Paraná où ses parents s'installent en 1951 car son père acquiert une ferme dans cet État. Il y est éduqué dans des écoles catholiques traditionalistes. À l’âge de 18 ans, il est envoyé à São Paulo avec son frère Luiz. Là, il étudie le droit à la Faculdade de Direito do Largo de São Francisco, où il est diplômé comme avocat en 1964. Une fois ses études effectuées, il s’installe dans la métropole pauliste et c’est toujours dans cette ville qu’il vit aujourd’hui,,.

### Opinions et engagements
À l'Université, le prince participe activement aux luttes idéologiques qui marquent cette période. Sa promotion est restée dans les mémoires comme la « classe du Principe ». Son père, confie ensuite l'achèvement de son éducation culturelle et religieuse, et celle de son frère Luiz, à son ami Plinio Corrêa de Oliveira que Bertrand juge comme un « éminent penseur, catholique et monarchiste, fondateur de la Société pour la défense de la tradition, de la famille et de la propriété (TFP) où [...] il commence le combat de sa vie : la restauration pour un Brésil authentiquement chrétien et monarchique. »
Catholique traditionaliste, certains monarchistes brésiliens jugent ce mouvement trop éloigné des réalités actuelles. Bertrand est pourtant une figure centrale du mouvement monarchiste[réf. nécessaire] et c’est lui et son frère aîné qui conduisent la campagne de la branche de Vassouras en faveur de la restauration monarchique, lors du référendum du 21 avril 1993. On leur reproche, écrit le journaliste Stéphane Bern, « d'appartenir à l'organisation d'extrême-droite TFP — Tradition, famille, propriété ». En 1990, Bertrand de Orleans e Bragança réalise une tournée européenne dans le but d’expliquer aux catholiques et aux monarchistes du vieux continent l’objectif du référendum de 1993. Il visite ainsi la France, le Portugal, l’Espagne, l’Italie et l’Autriche. Le résultat du référendum est un échec pour les monarchistes, puisque 86 % des 67 010 409 électeurs votent en faveur de la république.
Il participe à une manifestation en soutien au président d’extrême-droite Jair Bolsonaro en septembre 2021.

### Chef de la branche de Vassouras de la maison impériale
Le 15 juillet 2022, le prince Bertrand devient, à la mort de son frère Luiz, le chef de la maison impériale du Brésil de la branche de Vassouras.

## Titulature et décorations

### Titulature
Les titres portés par les membres de la maison d'Orléans-Bragance n'ont aucune existence juridique au Brésil et sont considérés comme des titres de courtoisie accordés par le prétendant au trône :
- 2 février 1941 - 5 juillet 1981 : Son Altesse Impériale et Royale le prince Bertrand de Orleans e Bragança, prince du Brésil ;
- 5 juillet 1981 - 15 juillet 2022 : Son Altesse Impériale et Royale le prince impérial du Brésil, prince d'Orléans-Bragance[6] ;
- depuis le 15 juillet 2022 : Son Altesse Impériale et Royale le prince et chef de la maison impériale du Brésil, prince d'Orléans-Bragance.

### Décorations
- Grand-maître de l'ordre de la Croix du Sud (maison d'Orléans et Bragance, 15 juillet 2022)[12]
- Grand-maître de l'ordre de Pierre Ier (maison d'Orléans et Bragance, 15 juillet 2022)[6],[13],[14],[12]
- Grand-maître de l'ordre de la Rose (maison d'Orléans et Bragance, 15 juillet 2022)[12]
- Grand-maître de l'ordre du Christ (maison d'Orléans et Bragance, 15 juillet 2022)[12]
- Grand-maître de l'ordre impérial de Saint-Jacques de l'Épée (maison d'Orléans et Bragance, 15 juillet 2022)[12]
- Grand-maître de l'ordre de Saint-Benoît d'Aviz (maison d'Orléans et Bragance, 15 juillet 2022)[12]
- Commandeur de l'ordre du Mérite militaire (république fédérative du Brésil, 19 avril 2013)[6]
- Commandeur de l'ordre du Mérite naval (république fédérative du Brésil, 11 juin 2015)[6]
- Commandeur de l'ordre du Mérite militaire judiciaire (république fédérative du Brésil, 1er avril 2009)[6]
- Bailli grand-croix de justice de l'ordre sacré et militaire constantinien de Saint-Georges (maison de Bourbon-Siciles)[6],[13],[14]
- Bailli grand-croix d'honneur et de dévotion de l'ordre souverain de Malte (décembre 2002)[6],[13],[14]
- Chevalier de l'ordre équestre du Saint-Sépulcre de Jérusalem (Saint-Siège)[12]

## Ascendance
|  |                                         |  |  |  |  |  |  |  |  |  |  |  |  |
|  | 8. Gaston d'Orléans                     |  |  |  |  |  |  |  |  |  |  |  |  |
|  |                                         |  |  |  |  |  |  |  |  |  |  |  |  |
|  |                                         |  |  |  |  |  |  |  |  |  |  |  |  |
|  | 4. Louis d'Orléans-Bragance             |  |  |  |  |  |  |  |  |  |  |  |  |
|  |                                         |  |  |  |  |  |  |  |  |  |  |  |  |
|  |                                         |  |  |  |  |  |  |  |  |  |  |  |  |
|  | 9. Isabelle du Brésil                   |  |  |  |  |  |  |  |  |  |  |  |  |
|  |                                         |  |  |  |  |  |  |  |  |  |  |  |  |
|  |                                         |  |  |  |  |  |  |  |  |  |  |  |  |
|  | 2. Pedro Henrique d'Orléans-Bragance    |  |  |  |  |  |  |  |  |  |  |  |  |
|  |                                         |  |  |  |  |  |  |  |  |  |  |  |  |
|  |                                         |  |  |  |  |  |  |  |  |  |  |  |  |
|  | 10. Alphonse de Bourbon-Siciles         |  |  |  |  |  |  |  |  |  |  |  |  |
|  |                                         |  |  |  |  |  |  |  |  |  |  |  |  |
|  |                                         |  |  |  |  |  |  |  |  |  |  |  |  |
|  | 5. Marie-Pie de Bourbon-Siciles         |  |  |  |  |  |  |  |  |  |  |  |  |
|  |                                         |  |  |  |  |  |  |  |  |  |  |  |  |
|  |                                         |  |  |  |  |  |  |  |  |  |  |  |  |
|  | 11. Marie-Antoinette de Bourbon-Siciles |  |  |  |  |  |  |  |  |  |  |  |  |
|  |                                         |  |  |  |  |  |  |  |  |  |  |  |  |
|  |                                         |  |  |  |  |  |  |  |  |  |  |  |  |
|  | 1. Bertrand d'Orléans-Bragance          |  |  |  |  |  |  |  |  |  |  |  |  |
|  |                                         |  |  |  |  |  |  |  |  |  |  |  |  |
|  |                                         |  |  |  |  |  |  |  |  |  |  |  |  |
|  | 12. Louis III de Bavière                |  |  |  |  |  |  |  |  |  |  |  |  |
|  |                                         |  |  |  |  |  |  |  |  |  |  |  |  |
|  |                                         |  |  |  |  |  |  |  |  |  |  |  |  |
|  | 6. François de Bavière                  |  |  |  |  |  |  |  |  |  |  |  |  |
|  |                                         |  |  |  |  |  |  |  |  |  |  |  |  |
|  |                                         |  |  |  |  |  |  |  |  |  |  |  |  |
|  | 13. Marie-Thérèse de Modène             |  |  |  |  |  |  |  |  |  |  |  |  |
|  |                                         |  |  |  |  |  |  |  |  |  |  |  |  |
|  |                                         |  |  |  |  |  |  |  |  |  |  |  |  |
|  | 3. Marie-Élisabeth de Bavière           |  |  |  |  |  |  |  |  |  |  |  |  |
|  |                                         |  |  |  |  |  |  |  |  |  |  |  |  |
|  |                                         |  |  |  |  |  |  |  |  |  |  |  |  |
|  | 14. Charles-Alfred 12e duc de Croÿ      |  |  |  |  |  |  |  |  |  |  |  |  |
|  |                                         |  |  |  |  |  |  |  |  |  |  |  |  |
|  |                                         |  |  |  |  |  |  |  |  |  |  |  |  |
|  | 7. Isabelle-Antoinette de Croÿ          |  |  |  |  |  |  |  |  |  |  |  |  |
|  |                                         |  |  |  |  |  |  |  |  |  |  |  |  |
|  |                                         |  |  |  |  |  |  |  |  |  |  |  |  |
|  | 15. Ludmilla d'Arenberg                 |  |  |  |  |  |  |  |  |  |  |  |  |
|  |                                         |  |  |  |  |  |  |  |  |  |  |  |  |
|  |                                         |  |  |  |  |  |  |  |  |  |  |  |  |